# جورج جيل
جورج جيل (18 أبريل 1876 في المملكة المتحدة - 21 أغسطس 1937 بليستر في المملكة المتحدة) (بالإنجليزية: George Gill)‏ هو لاعب كريكت بريطاني وبريطاني (وحمل سابقاً جنسية المملكة المتحدة لبريطانيا العظمى وأيرلندا).

## وصلات خارجية
- جورج جيل على موقع إي آس بي آن كريك إنفو (الإنجليزية)